# Ballerup
Ballerup é um município da Dinamarca, localizado na região oriental, no condado de Copenhaga.
O município tem uma área de 34,09 km² e uma  população de 45 759 habitantes, segundo o censo de 2005.